# مارغريت هنت هيل
مارغريت هنت هيل (بالإنجليزية: Margaret Hunt Hill)‏ هي فاعلة خير أمريكية، ولدت في 1915 في ليك فيليج في الولايات المتحدة، وتوفيت في 2007 في دالاس في الولايات المتحدة.